# Distrito de Setúbal
O distrito de Setúbal é um distrito português, localizado no sudoeste do país. Limita a noroeste com o distrito de Lisboa, a norte com o distrito de Santarém, a nordeste com o distrito de Évora, a leste e sul com o distrito de Beja e a oeste com o oceano Atlântico. O distrito toma o nome da cidade de Setúbal, que lhe foi sede. Está subdividido em 13 municípios e 55 freguesias.
Tem uma área total de 5 064 km², sendo o 8.° distrito com a maior área dos distritos portugueses. Em 2023 tinha de 902 863 habitantes, sendo o 3.° distrito mais populoso do país. O distrito tem uma densidade populacional de 178,3 hab./km².

## População
| 1864    | 1878    | 1890    | 1900    | 1911    | 1920    | 1930    | 1940    | 1950    |
| 91 587  | 102 011 | 115 305 | 133 305 | 166 263 | 186 340 | 232 720 | 270 000 | 325 646 |
|         | 11,4%   | 13%     | 15,6%   | 24,7%   | 12,1%   | 24,9%   | 16%     | 20,6%   |
| 1960    | 1970    | 1981    | 1991    | 2001    | 2011    | 2021    |         |         |
| 377 186 | 469 555 | 658 326 | 712 594 | 879 459 | 858 940 | 882 588 |         |         |
| 15,8%   | 24,5%   | 40,2%   | 8,2%    | 23,4%   | 2,3%    | 2,8%    |         |         |

## Subdivisões
O distrito é constituído por treze municípios:
| Município         | População (2021) | Área (km²) | Densidade (hab./km²) | N.º Freg. |
| ----------------- | ---------------- | ---------- | -------------------- | --------- |
| Alcácer do Sal    | 11 125           | 1 499,87   | 7,42 \|              | 4         |
| Alcochete         | 19 148           | 128,36     | 149,17 \|            | 3         |
| Almada            | 177 400          | 70,21      | 2 526,71 \|          | 5         |
| Barreiro          | 78 362           | 38,39      | 2 041,21 \|          | 4         |
| Grândola          | 13 827           | 825,94     | 16,74 \|             | 4         |
| Moita             | 66 326           | 55,26      | 1 200,25 \|          | 4         |
| Montijo           | 55 732           | 348,62     | 159,86 \|            | 5         |
| Palmela           | 68 879           | 465,12     | 148,09 \|            | 4         |
| Santiago do Cacém | 27 801           | 1 059,77   | 26,23 \|             | 8         |
| Seixal            | 166 693          | 95,50      | 1 745,48 \|          | 4         |
| Sesimbra          | 52 465           | 195,47     | 268,4 \|             | 3         |
| Setúbal           | 123 684          | 230,33     | 536,99 \|            | 5         |
| Sines             | 14 214           | 132,42     | 107,34 \|            | 2         |

Os municípios que integram o distrito pertencem à Área Metropolitana de Lisboa e à sub-região do Alentejo Litoral da região do Alentejo:
Área Metropolitana de Lisboa
| - Alcochete - Almada - Barreiro |  | - Moita - Montijo - Palmela |  | - Seixal - Sesimbra - Setúbal |

Alentejo Litoral
| - Alcácer do Sal - Grândola |  | - Santiago do Cacém - Sines |

Em junho de 2021, o governo anunciou a intenção de criar uma subregião NUT III na península de Setúbal.
Os seus municípios estavam integrados nas antigas províncias da Estremadura e do Baixo Alentejo.

## Relevo e hidrografia
O relevo do distrito é maioritariamente constituído por planícies. As principais serras são a Serra da Arrábida e a Serra de Grândola. O distrito é atravessado pelo rio Sado e seus afluentes.

## Criação
O distrito de Setúbal foi criado pelo governo da Ditadura Militar, em 22 de dezembro de 1926, por desanexação de concelhos do distrito de Lisboa.
Tratou-se de uma resposta política à criação do município de Palmela, por desanexação de várias freguesias do município de Setúbal. Foi o último distrito a ser criado em Portugal.

## Governadores civis[10].
1. Miguel Homem de Azevedo Queirós Sampaio e Melo (14 de Fevereiro de 1927 a 9 de Maio de 1928)
2. António Alberto Bressane Leite Perry de Sousa Gomes (9 de Maio de 1928 a 30 de Janeiro de 1929)
3. Antonino Raúl da Mata Gomes Pereira (30 de Janeiro de 1929 a 21 de Março de 1931)
4. Alexandre Inácio de Barros van Zeller (21 de Março de 1931 a 26 de Dezembro de 1931)
5. Joaquim Lança (26 de Dezembro de 1931 a 16 de Agosto de 1933)
6. Mário Caes Esteves (16 de Agosto de 1933 a 3 de Agosto de 1934)
7. António Manuel Gamito (3 de Agosto de 1934 a 15 de Março de 1935)
8. Francisco Luís Supico (8 de Abril de 1935 a 24 de Junho de 1937)
9. António Barreiros Cardoso (12 de Julho de 1937 a 16 de Junho de 1942)
10. Mário Lampreia de Gusmão Madeira (16 de Junho de 1942 a 26 de Outubro de 1944)
11. José Guilherme de Melo e Castro (26 de Outubro de 1944 a 29 de Abril de 1947)
12. Francisco Alberto Correia Figueira (27 de Maio de 1947 a 29 de Janeiro de 1955)
13. Miguel de Pádua Rodrigues Bastos (29 de Janeiro de 1955 a 30 de Junho de 1966)
14. Francisco Pereira Beija (26 de Outubro de 1966 a 19 de Agosto de 1968) (faleceu)
15. José Maria Cardoso Ferreira (24 de Outubro de 1968 a 20 de Junho de 1972)
16. Manuel Sanches Inglês Esquível (20 de Junho de 1972 a 20 de Fevereiro de 1974)
17. Serafim de Jesus Silveira, Jr. (28 de Fevereiro de 1974 a 25 de Abril de 1974)
18. António Carlos Fuzeta da Ponte (13 de Setembro de 1974 a 18 de Agosto de 1975)
19. Hélder da Silva Nobre Madeira (30 de Outubro de 1975 a 22 de Setembro de 1976)
20. Fernando José Capelo Mendes (23 de Setembro de 1976 a 22 de Maio de 1978)
21. Manuel da Mata Cáceres (23 de Maio de 1978 a 14 de Fevereiro de 1980)
22. Vítor Manuel Quintão Caldeira (14 de Fevereiro de 1980 a 11 de Julho de 1983)
23. Manuel Mata Cáceres (11 de Julho de 1983 a 24 de Julho de 1985)
24. José Reis Gameiro (25 de Julho de 1985 a 15 de Dezembro de 1985)
25. Irene do Carmo Aleixo Rosa (16 de Dezembro de 1985 a 4 de Janeiro de 1988)
26. Irene do Carmo Aleixo Rosa (4 de Janeiro de 1988 a 18 de Junho de 1990)
27. Luís Maria Pedrosa dos Santos Graça (18 de Junho de 1990 a 16 de Dezembro de 1991)
28. Luís Maria Pedrosa dos Santos Graça (16 de Dezembro de 1991 a 2 de Novembro de 1992)
29. Domingos José Soares de Almeida Lima (2 de Novembro de 1992 a 16 de Novembro de 1995)
30. Alberto Marques Antunes (16 de Novembro de 1995 a 11 de Novembro de 1999)
31. Alberto Marques Antunes (11 de Novembro de 1999 a 7 de Fevereiro de 2002)
32. Carlos Eduardo Duarte Rebelo (7 de Fevereiro de 2002 a 14 de Maio de 2002)
33. Maria das Mercês Gomes Borges da Silva Soares (14 de Maio de 2002 a 5 de Abril de 2005)
34. Maria Teresa Mourão de Almeida (5 de Abril de 2005 a 2 de Outubro de 2007)
35. Eurídice Maria de Sousa Pereira (2 de Outubro de 2007 a 13 de Agosto de 2009)
36. Manuel Luís Macaísta Malheiros (27 de Novembro de 2009 a 30 de Junho de 2011)[11]

## Património
- Lista de património edificado no distrito de Setúbal

## Política

### Eleições legislativas
| Ano  | %    | D   | %           | D           | %       | D       | %       | D       | %      | D      | %   | D   | %    | D  | %    | D   | %    | D   | %   | D   | %    | D    | %   | D   | %       | D       | % | D | %  | D  | %  | D  |
| Ano  | PS   | PS  | PCP/APU/CDU | PCP/APU/CDU | MDP/CDE | MDP/CDE | PPD/PSD | PPD/PSD | CDS-PP | CDS-PP | UDP | UDP | AD   | AD | FRS  | FRS | PRD  | PRD | PSN | PSN | B.E. | B.E. | PAN | PAN | PSD CDS | PSD CDS | L | L | CH | CH | IL | IL |
| ---- | ---- | --- | ----------- | ----------- | ------- | ------- | ------- | ------- | ------ | ------ | --- | --- | ---- | -- | ---- | --- | ---- | --- | --- | --- | ---- | ---- | --- | --- | ------- | ------- | - | - | -- | -- | -- | -- |
| 1975 | 38,2 | 7   | 37,8        | 7           | 6,0     | 1       | 5,7     | 1       | 1,6    | –      | 1,3 | –   |      |    |      |     |      |     |     |     |      |      |     |     |         |         |   |   |    |    |    |    |
| 1976 | 32,2 | 7   | 44,3        | 9           |         |         | 8,4     | 1       | 4,4    | –      | 2,8 | –   |      |    |      |     |      |     |     |     |      |      |     |     |         |         |   |   |    |    |    |    |
| 1979 | 21,3 | 4   | 46,9        | 9           | APU     | APU     | AD      | AD      | AD     | AD     | 4,0 | –   | 22,3 | 4  |      |     |      |     |     |     |      |      |     |     |         |         |   |   |    |    |    |    |
| 1980 | FRS  | FRS | 44,0        | 9           | APU     | APU     | AD      | AD      | AD     | AD     | 2,8 | –   | 24,1 | 4  | 23,5 | 4   |      |     |     |     |      |      |     |     |         |         |   |   |    |    |    |    |
| 1983 | 30,6 | 6   | 45,8        | 8           | APU     | APU     | 12,7    | 2       | 5,1    | 1      | 1,7 | –   |      |    |      |     |      |     |     |     |      |      |     |     |         |         |   |   |    |    |    |    |
| 1985 | 16,5 | 3   | 38,2        | 7           | APU     | APU     | 15,4    | 3       | 3,8    | –      | 2,0 | –   | 20,4 | 4  |      |     |      |     |     |     |      |      |     |     |         |         |   |   |    |    |    |    |
| 1987 | 17,6 | 3   | 32,7        | 7           | 0,9     | –       | 32,6    | 6       | 1,9    | –      | 1,5 | –   | 8,7  | 1  |      |     |      |     |     |     |      |      |     |     |         |         |   |   |    |    |    |    |
| 1991 | 28,4 | 5   | 24,9        | 5           |         |         | 34,7    | 6       | 2,7    | –      | –   | –   | 0,9  | –  | 2,3  | –   |      |     |     |     |      |      |     |     |         |         |   |   |    |    |    |    |
| 1995 | 44,9 | 9   | 23,8        | 4           | 18,4    | 3       | 7,2     | 1       | 0,9    | –      |     |     | 0,2  | –  |      |     |      |     |     |     |      |      |     |     |         |         |   |   |    |    |    |    |
| 1999 | 43,7 | 8   | 24,8        | 5           | 18,0    | 3       | 5,6     | 1       |        |        | 0,2 | –   | 3,5  | –  |      |     |      |     |     |     |      |      |     |     |         |         |   |   |    |    |    |    |
| 2002 | 39,3 | 7   | 20,5        | 4           | 24,8    | 5       | 6,9     | 1       |        |        | 4,6 | –   |      |    |      |     |      |     |     |     |      |      |     |     |         |         |   |   |    |    |    |    |
| 2005 | 43,7 | 8   | 19,9        | 3           | 16,1    | 3       | 5,1     | 1       | 10,2   | 2      |     |     |      |    |      |     |      |     |     |     |      |      |     |     |         |         |   |   |    |    |    |    |
| 2009 | 34,0 | 7   | 20,1        | 4           | 16,4    | 3       | 9,2     | 1       | 14,0   | 2      |     |     |      |    |      |     |      |     |     |     |      |      |     |     |         |         |   |   |    |    |    |    |
| 2011 | 27,1 | 5   | 19,7        | 4           | 25,2    | 5       | 12,0    | 2       | 7,0    | 1      | 1,5 | –   |      |    |      |     |      |     |     |     |      |      |     |     |         |         |   |   |    |    |    |    |
| 2015 | 34,3 | 7   | 18,8        | 4           | CDS     | CDS     | PSD     | PSD     | 13,1   | 2      | 1,9 | –   | 22,6 | 5  | 1,0  | –   |      |     |     |     |      |      |     |     |         |         |   |   |    |    |    |    |
| 2019 | 38,6 | 9   | 15,8        | 3           | 14,4    | 3       | 2,3     | –       | 12,1   | 2      | 4,4 | 1   |      |    | 1,2  | –   | 1,9  | –   | 1,0 | –   |      |      |     |     |         |         |   |   |    |    |    |    |
| 2022 | 45,7 | 10  | 10,0        | 2           | 16,1    | 3       | 1,1     | –       | 5,8    | 1      | 2,0 | –   | 1,4  | –  | 9,0  | 1   | 5,1  | 1   |     |     |      |      |     |     |         |         |   |   |    |    |    |    |
| 2024 | 31,3 | 7   | 7,7         | 1           | AD      | AD      | AD      | AD      | 17,2   | 4      | 6,0 | 1   | 2,6  | –  | 4,3  | 1   | 20,3 | 4   | 5,4 | 1   |      |      |     |     |         |         |   |   |    |    |    |    |

### Eleições autárquicas[12]
Abaixo encontra-se uma tabela com o partido pelo qual foram eleitos os presidentes das 13 câmaras do distrito de Setúbal desde 1976. É de destacar a grande força autárquica da FEPU/APU/CDU neste distrito, que sempre manteve maioria do número de câmaras, mantém 3 bastiões (Palmela, Santiago do Cacém e Seixal) e é o único partido a alguma vez ter tido todas as câmaras de um distrito simultaneamente de Portugal continental (1979 e 1982). Apesar disso, o PS tem-se vindo a aproximar dos comunistas e verdes, conseguindo pela primeira vez a maioria do número de votos do distrito em 2021. Por último, de destacar o facto deste distrito ser o único a nunca ter tido uma câmara de um partido de direita (PSD e CDS).
| Data | Alcácer do Sal | Alcácer do Sal | Alcochete | Alcochete | Almada | Almada | Barreiro | Barreiro | Grândola | Grândola | Moita | Moita | Montijo | Montijo | Palmela | Palmela | Santiago do Cacém | Santiago do Cacém | Seixal | Seixal | Sesimbra | Sesimbra | Setúbal | Setúbal | Sines | Sines |
| ---- | -------------- | -------------- | --------- | --------- | ------ | ------ | -------- | -------- | -------- | -------- | ----- | ----- | ------- | ------- | ------- | ------- | ----------------- | ----------------- | ------ | ------ | -------- | -------- | ------- | ------- | ----- | ----- |
| 1976 |                | FEPU           |           | PS        |        | FEPU   |          | FEPU     |          | FEPU     |       | FEPU  |         | PS      |         | FEPU    |                   | FEPU              |        | FEPU   |          | FEPU     |         | PS      |       | FEPU  |
| 1979 |                | APU            |           | APU       |        | APU    |          | APU      |          | APU      |       | APU   |         | APU     |         | APU     |                   | APU               |        | APU    |          | APU      |         | APU     |       | APU   |
| 1982 |                | APU            |           | APU       |        | APU    |          | APU      |          | APU      |       | APU   |         | APU     |         | APU     |                   | APU               |        | APU    |          | APU      |         | APU     |       | APU   |
| 1985 |                | APU            | PS        | APU       |        | APU    | PS       | APU      |          | APU      |       | APU   |         |         |         | APU     |                   | APU               |        | APU    |          | APU      |         |         |       | APU   |
| 1989 |                | CDU            |           | CDU       |        | CDU    | PS       |          | CDU      |          | CDU   |       | CDU     |         | CDU     |         | CDU               |                   | CDU    |        | CDU      |          | CDU     |         | CDU   |       |
| 1993 |                | CDU            |           | CDU       |        | CDU    | PS       |          | CDU      |          | CDU   |       | CDU     |         | CDU     |         | CDU               |                   | CDU    |        | CDU      |          | CDU     |         | CDU   |       |
| 1997 |                | CDU            | PS        | CDU       |        | CDU    | PS       | PS       | CDU      |          | CDU   |       | CDU     |         |         |         | CDU               |                   | CDU    |        | CDU      |          |         |         | CDU   |       |
| 2001 |                | CDU            | PS        | PS        |        | CDU    | PS       | PS       |          | PS       |       | CDU   | CDU     |         |         |         | CDU               |                   | CDU    |        | CDU      |          |         |         | CDU   |       |
| 2005 |                | PS             | PS        |           | CDU    | CDU    |          | CDU      |          | PS       | CDU   | CDU   | CDU     |         |         |         | CDU               |                   | CDU    |        | CDU      |          |         |         | CDU   |       |
| 2009 |                | PS             | PS        | IND       | CDU    | CDU    |          | CDU      |          | PS       | CDU   | CDU   | CDU     |         |         |         | CDU               |                   | CDU    |        | CDU      |          |         |         |       |       |
| 2013 |                | CDU            | PS        |           | CDU    | CDU    | CDU      | CDU      |          | PS       | CDU   | CDU   | CDU     |         |         |         | CDU               |                   | CDU    |        | CDU      |          |         |         |       |       |
| 2017 |                | CDU            | PS        | PS        |        | PS     | CDU      |          | PS       | PS       | CDU   | CDU   | CDU     |         |         |         | CDU               |                   | CDU    |        | CDU      |          |         |         |       |       |
| 2021 |                | CDU            | PS        | PS        | PS     | PS     | CDU      |          | PS       | PS       | CDU   | CDU   |         |         |         |         | CDU               |                   | CDU    |        | CDU      |          |         |         |       |       |

Legenda:
| - APU — Aliança Povo Unido - CDU — Coligação Democrática Unitária - FEPU — Frente Eleitoral Povo Unido |  | - PS — Partido Socialista - IND — Grupo de Cidadãos (Sines Interessa Mais) |

### Deputados Parlamentares eleitos 2024[13]
| Nome                                            | Partido |
| ----------------------------------------------- | ------- |
| Ana Catarina Veiga dos Santos Mendonça Mendes   | PS      |
| Miguel de Oliveira Pires da Costa de Matos      | PS      |
| António Manuel Veiga dos Santos Mendonça Mendes | PS      |
| Eurídice Maria de Sousa Pereira                 | PS      |
| André Alexandre Pinotes Batista                 | PS      |
| João Paulo de Loureiro Rebelo                   | PS      |
| Clarisse Maria Gaudino Veredas Campos           | PS      |
| Maria Teresa da Silva Morais                    | AD      |
| Paulo Jorge Simões Ribeiro                      | AD      |
| Bruno Jorge Viegas Vitorino                     | AD      |
| Sónia dos Reis                                  | AD      |
| Rita Maria Cid Matias                           | Chega   |
| Patrícia Alexandra Martins de Carvalho          | Chega   |
| Nuno Miguel da Costa Gabriel                    | Chega   |
| Daniel Madeira Caetano Teixeira                 | Chega   |
| Joana Rodrigues Mortágua                        | B.E.    |
| Joana Rita Madaleno Cordeiro                    | IL      |
| Paulo Jorge Velez Muacho                        | L       |
| Paula Alexandra Sobral Guerreiro Santos Barbosa | CDU     |